# Angus Dillon
Angus Dillon (1881 – 19. září 1952) byl kanadský hráč lakrosu a člen týmu, který v roce 1908 na olympijských hrách v Londýně vybojoval zlaté medaile.